# 金錫冑
金錫冑（韓語：김석주，1634年—1684年9月20日），字斯百，號息庵、息菴，朝鲜王朝后期的政治人物和军人，外戚和朝鲜肃宗朝的權臣。諡號文忠。領議政金堉的孫子及朝鲜顯宗的正妃明聖王后金氏的從弟弟及朝鲜肃宗的外從叔，金堉、宋時烈的門人。
他在1680年3月-4月2日，1683年4月-5月擔任右議政。

## 著作
- 《息庵集》（식암집）
- 《別稿》（별고）
- 《海東辭賦》（해동사부）
- 《息菴遺稿》（식암유고）
- 《行軍須知》（행군수지）
- 《古文白選》（고문백선）
- 《韓構字藪》（한구자수）
- 《春沼子集序》（춘소자집서）